# Don Carlos (reggae)
Pour les articles homonymes, voir Don Carlos.
Don Carlos (né Euvin Spencer le 29 juin 1952) est un chanteur et un auteur/compositeur jamaïcain de reggae.

## Biographie
Don Carlos commence à chanter en 1973. En 1974, il fonde Black Uhuru avec Duckie Simpson, groupe qu'il quitte très vite pour se lancer dans une carrière en soliste. Il est, avec Michael Rose et Junior Reid, l'un des précurseurs du Waterhouse style.
Il réalise alors en solo plusieurs albums dont Time is the Master, Plantation et Lazer Beam, puis réintègre Black Uhuru en 1990, pour quelques années, avant de reprendre sa carrière solo.
Don Carlos a repris le titre légendaire Satta Massagana du groupe The Abyssinians, ainsi que leur autre grand classique Declaration Of Rights. Il a aussi réinterprété l'hymne Better Must Come de Delroy Wilson.
Don Carlos est une référence importante du reggae roots. Comme chez la plupart des artistes jamaïcains de son époque, beaucoup des chansons de Don Carlos portent sur la religion rastafarienne.
Il a également travaillé avec le groupe de reggae américain Groundation, notamment sur l'album "Hebron Gate" où il pose sa voix.

## Discographie

### Albums
- 1979 : Time is the master
- 1980 : Prison Oval Clash (avec Gold, vs Earl Cunningham)
- 1981 : Suffering-Showcase
- 1982 : Roots & Culture (avec Culture)
- 1982 : Them Know Natty Dread Have Him Credential - Don Carlos & Gold
- 1982 : Day to Day Living
- 1983 : Lazer Beam
- 1983 : Jah Light
- 1983 : Raving tonight - Don Carlos & Gold
- 1983 : Ghetto living - Don Carlos & Gold
- 1984 : Just a Passing Glance
- 1984 : Plantation
- 1984 : Showdown vol.3 (avec The Gladiators)
- 1985 : Rasta Brothers -Don Carlos & Friends
- 1986 : Fire House Clash (vs Junior Reid)
- 1987 : Deeply concerned
- 1994 : Ease up - Don Carlos & Gold
- 1998 : Seven days a week - Don Carlos & Gold
- 1999 : Harvest Time"
- 2009 : Don Carlos
- 2010 : Changes

### Compilations
- 1999 : (Just) Groove With Me
- 2006 : Tribulation